# Rob De Luca (bassista)
Rob De Luca (...) è un bassista e compositore statunitense, noto principalmente per essere un membro degli UFO.

## Biografia
De Luca ha iniziato a suonare la chitarra all'età di 15 anni. Ha suonato per la prima volta il basso in una band chiamata Bang. Quando i membri dei Bang incontrarono il cantante Ray West, nacquero gli Spread Eagle. 
Con alcuni membri di questa formazione ha anche inciso i suoi primi due album solisti: New York Underground e Euramenic.

## Carriera
Gli Spread Eagle pubblicarono tre album: Spread Eagle,  nel 1990, Open to the Public nel 1993 e Subway to the Stars nel 2019. L'album di debutto è stato recentemente votato come uno dei 20 migliori album glam di tutti i tempi (insieme a Guns N' Roses, Mötley Crüe, Hanoi Rocks e Skid Row).  Nel 2006, una versione rimasterizzata dell'album è stata pubblicata tramite Lovember Records.
Nonostante ciò, la band non raggiunse mai un grande successo commerciale e si sciolsero intorno al 1995. Gli Spread Eagle si sono riuniti nel 2006 e sono attualmente insieme e in tour.  Nel gennaio 2018, la band ha firmato con Frontiers SRL Records per l'uscita di un album in studio nel 2019, prodotto dallo stesso De Luca.
Nel 2007 fonda gli Of Earth, una band rock progressivo di New York, della quale è cantante e bassista, e inizia una lunga collaborazione con Sebastian Bach.
Dal 2006 al 2007 fece parte della band Helmet.

## Discografia

### Solista
- 1997 - New York Underground
- 2009 - Euramenic

### Con gli  UFO
- 2012 - Seven Deadly
- 2017 - Salentino Cuts

### Con gli Spread Eagle
- 1990 - Spread Eagle
- 1993 - Open to the Public
- 2019 - Subway to the Stars

### Con Sebastian Bach
- 2007 - Angel Down
- 2011 - Kicking & Screaming
- 2014 - Give 'Em Hell

### Collaborazioni
- 2001 - James LaBrie's MullMuzzler 2 - James LaBrie